# Линия Экспо (метрополитен Лос-Анджелеса)
Линия Экспо (англ. Expo Line) — одна из четырёх линий лёгкого метрополитена Лос-Анджелеса, соединяющая центр Лос-Анджелеса и Санта-Монику, проходя через Калвер-Сити.

## История
Открыта в 2012 году.

### Хронология
- 28 апреля 2012 год: oткрыта линия. 12 станций, от центра Лос-Анджелеса до Калвер-Сити.
- 20 мая 2016 год: открыто 7 новых станций, до Санта Моники[3].

## Карта и станции
На линии 19 станций.
| Русское название | Английское название   | Пересадки                                  | Дата открытия       |
| ---------------- | --------------------- | ------------------------------------------ | ------------------- |
|                  | Culver City           |                                            | 20 июня 2012 года   |
|                  | La Cienega/Jefferson  |                                            | 28 апреля 2012 года |
| Экспо/Ла Брея    | Expo/La Brea          |                                            | 28 апреля 2012 года |
|                  | Farmdale              |                                            | 28 апреля 2012 года |
|                  | Expo/Crenshaw         |                                            | 28 апреля 2012 года |
| Экспо/Вестерн    | Expo/Western          |                                            | 28 апреля 2012 года |
| Экспо/Вермонт    | Expo/Vermont          |                                            | 28 апреля 2012 года |
|                  | Expo Park/USC         |                                            | 28 апреля 2012 года |
|                  | Jefferson/USC         |                                            | 28 апреля 2012 года |
|                  | LATTC/Ortho Institute |                                            | 28 апреля 2012 года |
| Пико             | Pico                  | Синяя линия                                | 28 апреля 2012 года |
| Седьмая улица    | 7th Street            | Красная линия Фиолетовая линия Синяя линия | 15 февраля 1991 год |

## Интересные факты
Линия названа так из-за того, что большая её часть длится вдоль Exposition Blvd, сокращённо Expo.

## Галерея

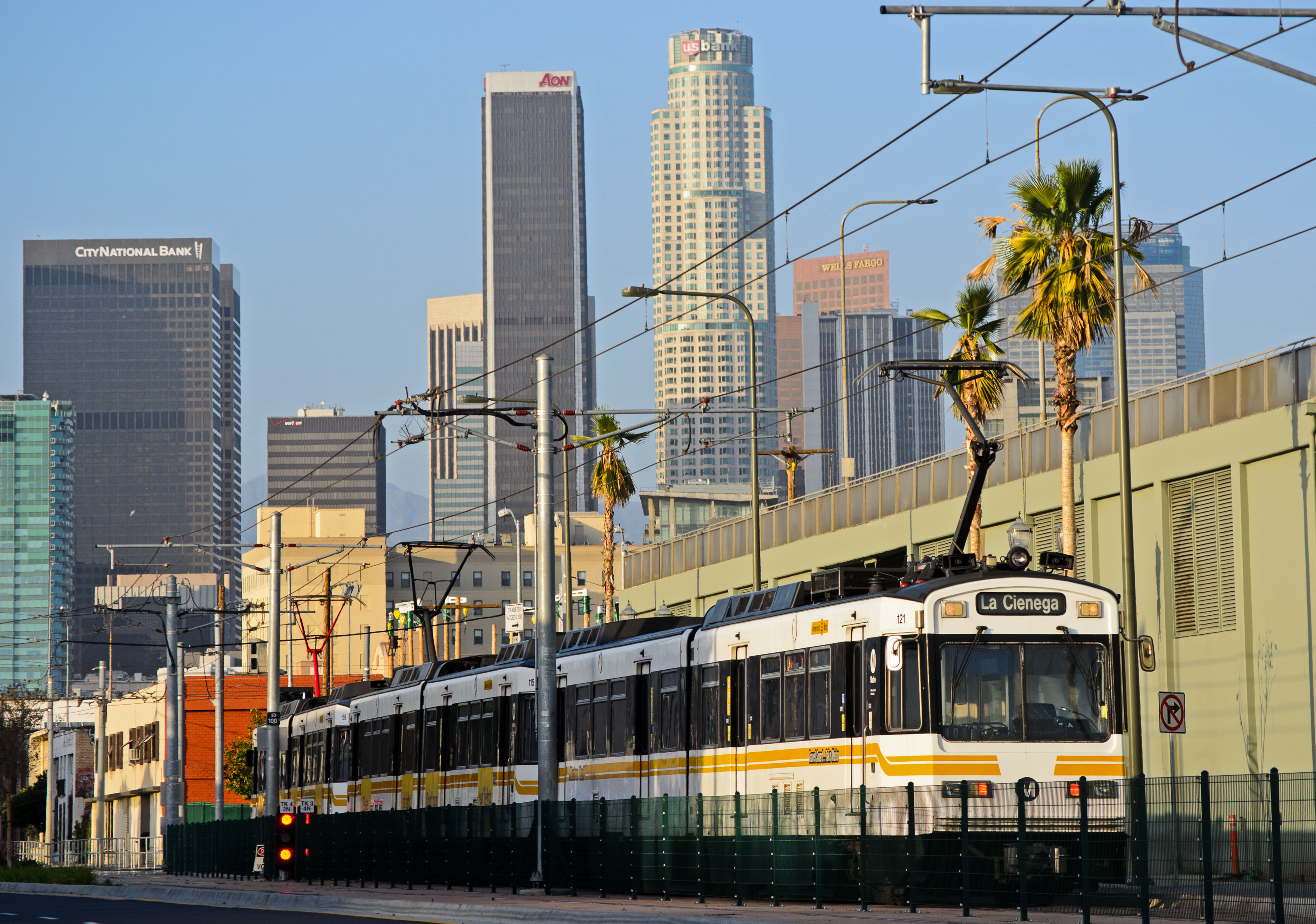
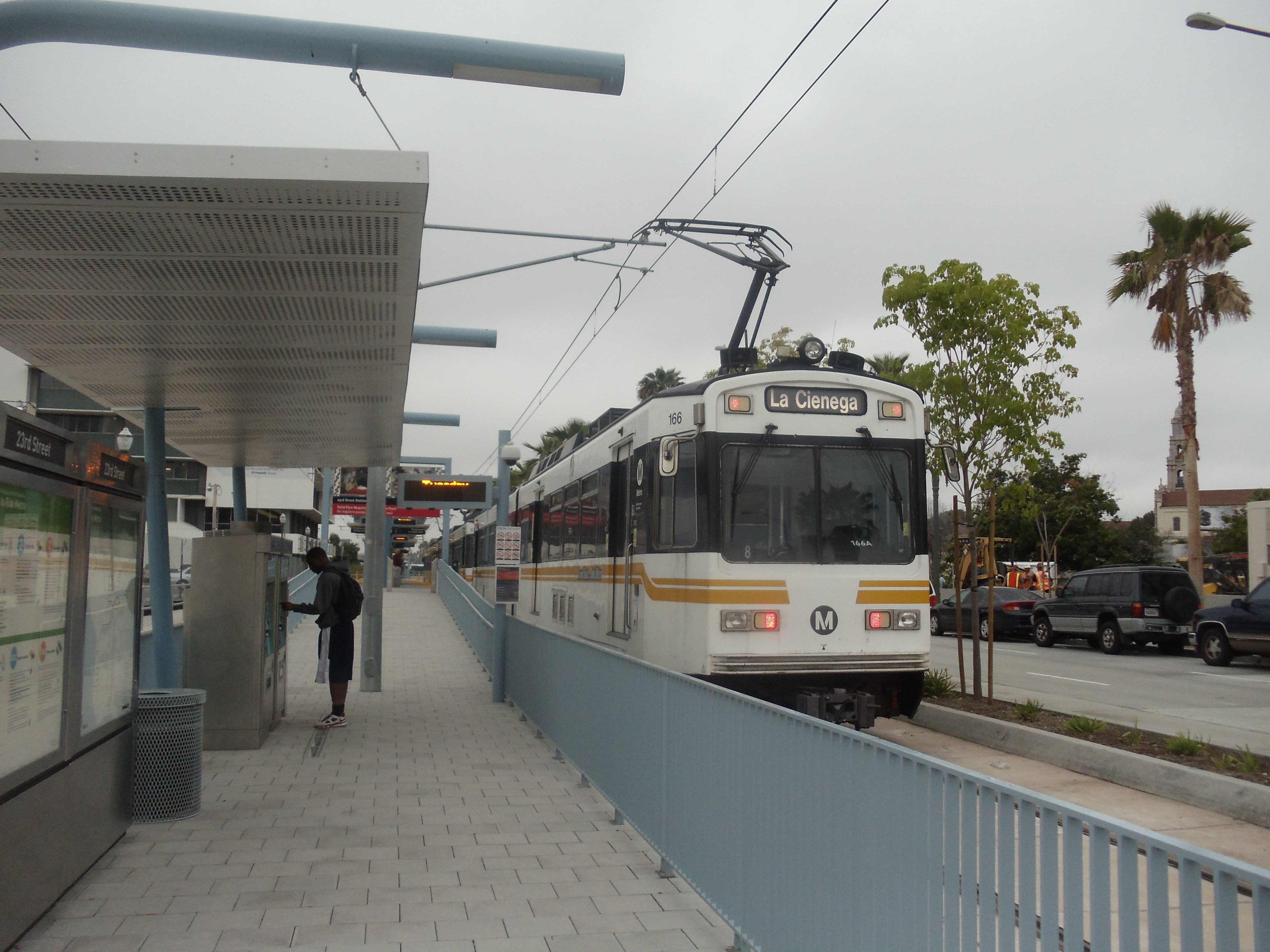
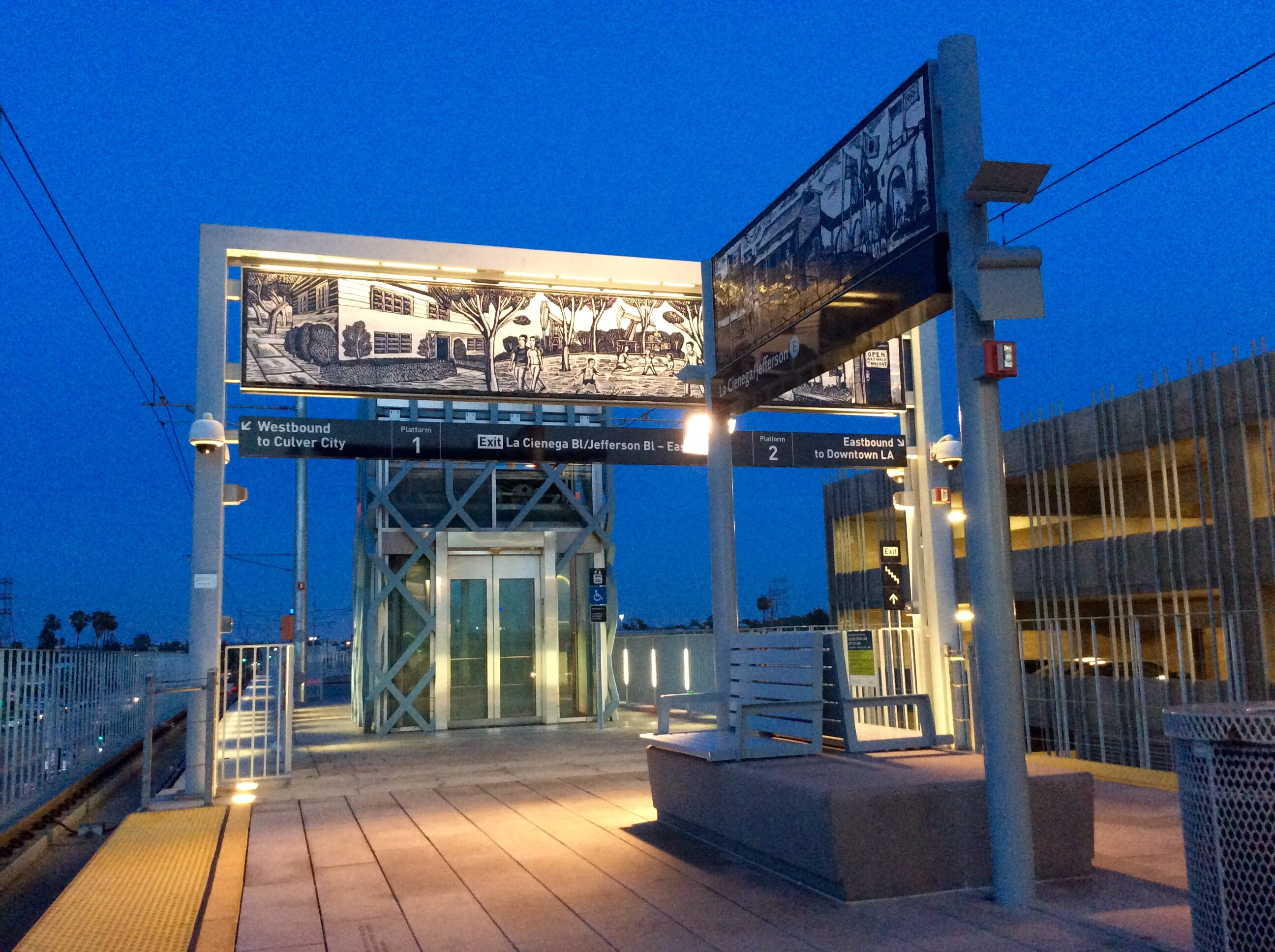
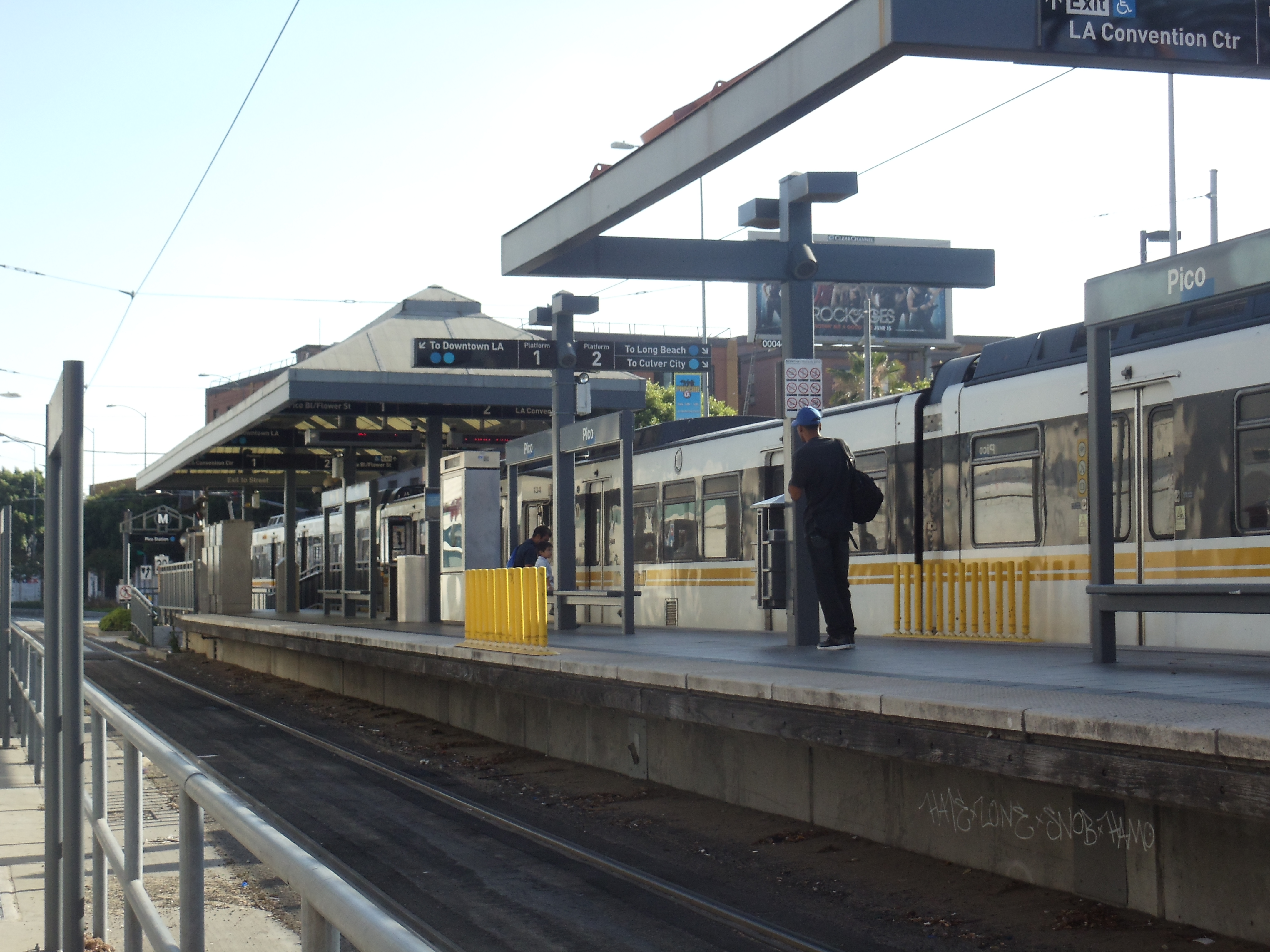